# James Schureman
James Schureman (12 de fevereiro de 1756, New Brunswick - 22 de janeiro de 1824) foi um estadista e comerciante ianque de New Brunswick, Nova Jérsei. Ele representou Nova Jérsei, no Congresso Continental, bem como na Câmara de Representantes dos Estados Unidos e o Senado dos Estados Unidos.
James nasceu em New Brunswick e estudou na Faculade Queen (agora Universidade Rutgers), diplomado em 1775. Quando ele se formou, ele levantou um empresa voluntária em New Brunswick e levou-a como Capitão, na milícia do Condado de Middlesex. Ele levou-os na Batalha de Brooklyn em 27 de agosto de 1776 quando ele foi capturado. Ele foi detido como prisioneiro de guerra até o início da Primavera de 1777, quando ele fugiu para voltar a participar do Exército Continental em Morristown.
Schureman regressou a New Brunswick e assumiu uma carreira mercantilista enquanto ainda estava em serviço nas milícias. Ele foi eleito para a Assembléia Geral de Nova Jérsei de 1783 a 1785. Em 1786, New Jersey lhe enviou como um delegado para o Congresso Continental. Nesse mesmo ano ele foi um dos que estão na Convenção de Annapolis que apelou para uma nova Constituição para os Estados Unidos. Ele continuou na sessão do Congresso de 1787, e depois foi devolvido ao estado da Assembléia em 1788.
Quando os Estados Unidos foi formado, Schureman foi eleito para a Primeira Câmara de Representantes, servindo a partir de 1789 até 1791. Ele serviu em dois outros mandatos na Câmara (1797-1799) e (1813-1815). Ele foi eleito para o Senado dos Estados Unidos para completar o mandato de John Rutherfurd e serviu de 1799 a 1801. Entre estas funções atuou vários anos como presidente da Câmara de New Brunswick, incluindo 1792-1794, 1801-1813 e 1821-1824.
Quando Schureman morreu em 1824 em New Brunswick, ele foi sepultado no adro da Igreja da Primeira Igreja Reformada Holandesa. A igreja e o cemitério se mantêm e estão localizados em Neilson e Bayard Streets.